# فرودگاه بامبوری
فرودگاه بامبوری (به انگلیسی: Bamburi Airport) یک فرودگاه همگانی، غیرنظامی با کد یاتا BMQ است که یک باند فرود آسفالت دارد و طول باند آن ۹۷۶ متر است. این فرودگاه در کشور کنیا قرار دارد و در ارتفاع ۱۶ متری از سطح دریا واقع شده‌است.

## شرکت‌های هواپیمایی و مقصدهای پروازی
| شرکت‌های هواپیمایی | مقصدهای پروازی |
| ----------------- | -------------- |
| Airkenya          | ویلسون         |